# Крутец (Липецкая область)
Круте́ц - деревня Малининского сельсовета Хлевенского района Липецкой области. 

## Название
Название — по крутым склонам рядом с деревней.

## История
В документах 1859 г. отмечается деревня владельческая Стерлиговка (Крутец, Акимов Лог) при р. Воронеже, 16 дворов.  

## Население
По данным всероссийской переписи за 2010 год население деревни составляет 23 человека.